# Olmi-San Floriano
Olmi-San Floriano è una frazione del comune di San Biagio di Callalta, in provincia di Treviso.

## Geografia fisica
L'abitato si sviluppa all'estremità occidentale del territorio comunale. Si articola in due nuclei: Olmi, grosso quartiere di recente urbanizzazione posto lungo la regionale Postumia e presso il rio Mignagola; e San Floriano, antica località rurale situata poco più a nord-ovest, alla sinistra del fosso Nerbon. Fiume principale è il Musestre, che scorre ad est del centro.

## Storia
I reperti più antichi risalgono all'epoca preistorica e ai Paleoveneti, ma le testimonianze più evidenti sono state lasciate dai Romani, con i resti della via Claudia Augusta e della centuriazione. È invece trecentesco il tracciato della Callalta (l'attuale regionale Postumia), realizzata quando i traffici dell'antica Postumia si spostarono più a sud.
Gli studiosi ritengono che una prima comunità cristiana si fosse formata dove sorge la chiesa di San Floriano con il vecchio cimitero. Per di qua passavano infatti i traffici tra Venezia e l'entroterra, con scambi di sale e legname; non a caso, lungo la stessa rotta, presso Vittorio Veneto, sorge un'altra chiesa dedicata a San Floriano, considerato patrono dei viaggiatori.
A partire dal XIII secolo il semplice oratorio fu sostituito da una cappella e, parallelamente, si ebbe un notevole incremento demografico dovuto all'abbandono della vicina Lanzago per le continue piene del Melma e, più tardi, per le devastazioni della guerra della Lega di Cambrai.
Il 23 marzo 1545 la chiesa di San Floriano diviene parrocchiale.
Già parte del comune di Spercenigo, la località passò a San Biagio nel 1877.